# Naborio
Der Naborio war der dienstverpflichtete Indigena im Encomienda-System in Lateinamerika.
Die Naborios wurden als Klasse unter der Herrschaft der spanischen Krone, in der Neuen Welt durch die Leyes de Burgos geschaffen.
Der Naborio war nicht wie der Sklave Eigentum des Encomendero, sondern lediglich sein Besitz.